# اینترکارابین ایرویز
اینترکارابین ایرویز (به انگلیسی: InterCaribbean Airways) یک شرکت هواپیمایی با کد یاتا JY است که در تاریخ ۱۹۹۲ میلادی تأسیس شده است. دفتر مرکزی اینترکارابین ایرویز در جزایر تورکس و کایکوس واقع شده‌است و قطب این شرکت هواپیمایی در فرودگاه بین‌المللی پراویدنشیالز قرار دارد و به ۱۳ مقصد، پرواز مستقیم انجام می‌دهد.